# Шахматные ежегодники
Шахматные ежегодники — книжная серия издательства «Физкультура и спорт».
1. Боголюбов Е. Д., Избранные партии. Сборник шахматных партий, игранных в 1919—1925 гг. с подробными примечаниями, ч. 1, Л.— М., 1926;
2. Шахматы. Избранные партии и обзор за 1926 г., составитель А[л-ей] Алехин, Хар., 1927;
3. Шахматный ежегодник, [т. 1—2], составитель Н. И. Греков и И. Л. Майзелис, М., 1937—38;
4. Майзелис И. Л., Избранные партии советских и международных турниров 1946 г., М.- Л., 1949;
5. Шахматы за 1947—1949 гг. Сб., [составитель Л. Я. Абрамов], М., 1951;
6. Шахматы за 1950 г. Сб., [составитель Л. Я. Абрамов], М., 1952;
7. Шахматы за 1951—1952 гг. Сб., [составитель Л. Я. Абрамов] М., 1953;
8. Шахматы за 1953 г. Сб., [автор-составитель Л. Я. Абрамов], М., 1954;
9. Шахматы за 1954 г. Сб., [автор-составитель Л. Я. Абрамов], М., 1955;
10. Шахматы за 1955 г. Сб., [автор-составитель А. Прорвич], М., 1956;
11. Шахматы за 1956 г. Сб., [составитель М. М. Юдович], М., 1958;
12. Шахматы за 1957 г. Сб., [составитель М. А. Бейлин], М., 1959;
13. Шахматы за 1958—1959 гг. Сб., [редакторы И. З. Романов, М. А. Бейлин], М., 1960;
14. Шахматный ежегодник. 1960, Сб., [составитель Е. И. Быкова], М., 1962;
15. Шахматный ежегодник, 1961, Сб., [составитель В. Л. Хенкин], М., 1963;
16. Шахматный ежегодник, 1962 г. Сб., [автор-составитель Г. С. Фридштейн], М., 1964.